# Nertsery Rhymes
Nertsery Rhymes é um curta-metragem americano de 1933, estrelado por Ted Healy e Seus Patetas (Moe Howard, Larry Fine e Curly Howard), uma comédia musical lançada pela Metro-Goldwyn-Mayer. Algumas cenas são de um musical inacabado da MGM The March of Time (1930).

## Enredo
Os Patetas são crianças e Ted Healy é o pai. Incapazes de dormir, os Patetas pedem a Healy para lhes contar uma história de dormir. Ele conta para eles : "Ride of Paul Revere", e "The Old Woman Who Lived in a Shoe". Desviando brevemente as brigas, existem dois interlúdios musicais que pertencem às histórias.

## Elenco
- Ted Healy - Papa
- Moe Howard- Filho 1
- Larry Fine - Filho 2
- Curly Howard - Filho 3
- Bonnie Bonnell - Fada